# 傑西 (北達科他州)
傑西（英語：Jessie）是位於美國北達科他州格里格斯縣的普查規定居民點。

## 人口
根據2020年美國人口普查的數據，傑西的面積為1.23平方千米，皆為陸地。當地共有人口22人，而人口密度為每平方千米17.89人。